# 동대천교회

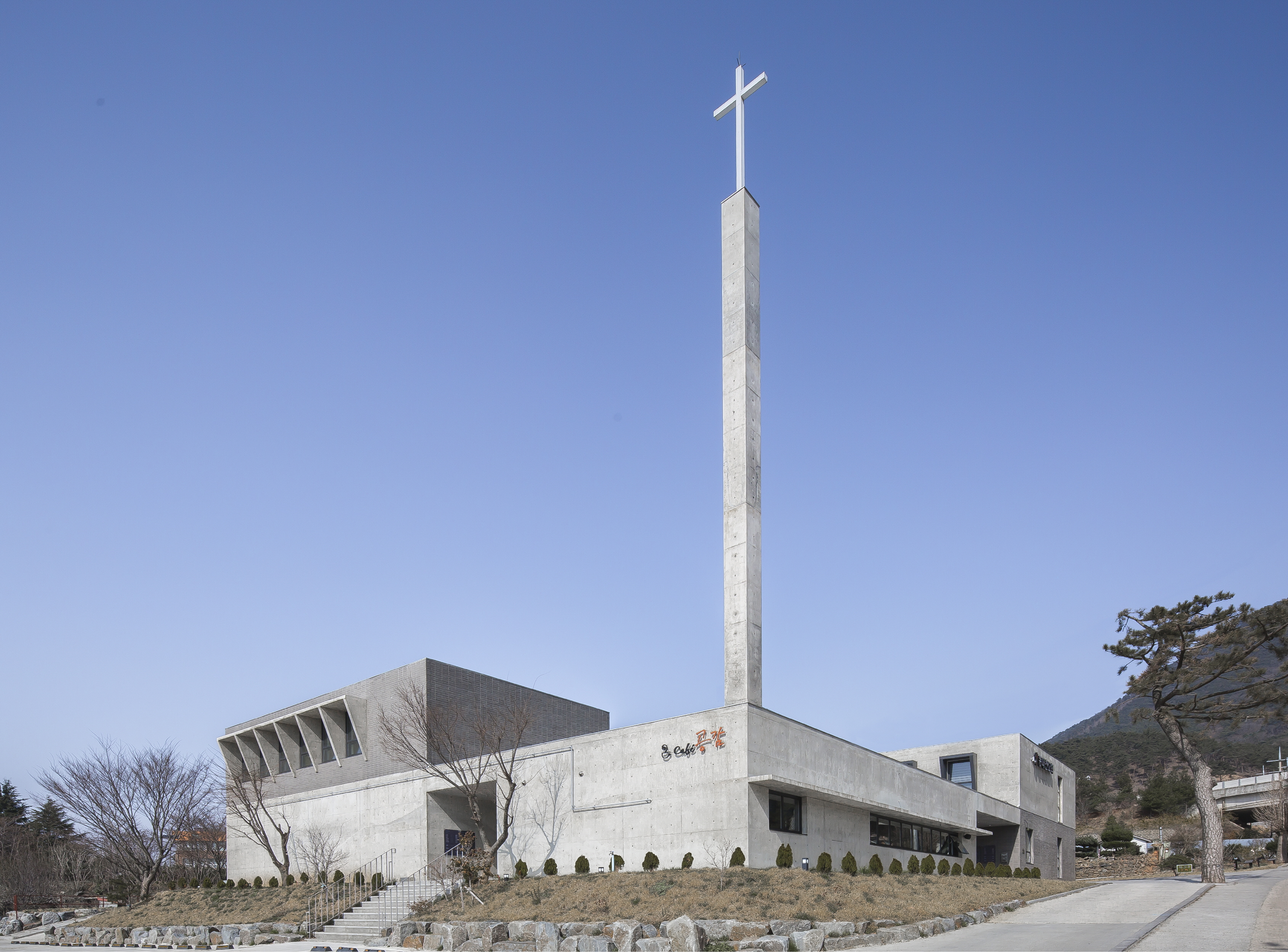
동대천교회 전경

동대천교회는 충청남도 보령시에 위치한 장로교회이다.
1995년 6월 18일에 새성민교회라는 교회명으로 창립하였으며, 1996년 4월 20일 대한예수교장로회(통합) 충남노회에 가입하면서 현재 교회명인 동대천교회로 교회명을 변경하였다.
현재 4대 위임목사인 이규정 목사가 시무하고 있다.